# Selebi-Phikwe
Selebi-Phikwe är en stad i östra Botswana. Vid 2022 års folkräkning hade Selebi-Phikwe 42 488 invånare.
På 1960-talet hittade man mineraler i området och anlade en gruva. Samhället som växte fram fick namnet Selebi-Phikwe efter de näraliggande byarna Selebi och Phikwe. Utvinning av nickel är fortfarande stadens viktigaste näring. 